# Mário Fernandes da Graça Machungo
Mário Fernandes da Graça Machungo (* 1. Dezember 1940 in Maxixe, Provinz Inhambane; † 17. Februar 2020 in Lissabon, Portugal) war mosambikanischer Premierminister (1986 bis 1994).
Er besuchte in den 1960er Jahren die Technische Universität Lissabon und machte dort einen Abschluss in Wirtschaftswissenschaften. Danach arbeitete er als Angestellter in einer Lissabonner Bank. Er wechselte dann als Lektor an die Universität von Lourenço Marques, wo er rasch Karriere machte. Als FRELIMO-Aktivist wurde er nach dem Abzug der Portugiesen im Jahr 1975 Kabinettsminister seines Landes in verschiedenen Ämtern. Von 1975 bis 1976 war er Minister für Industrie und Handel, von 1976 bis 1978 Minister für Industrie und Energie, von 1978 bis 1980 Landwirtschaftsminister und von 1980 bis 1986 Minister für Planung und Entwicklung. Ab 1983 war zugleich Gouverneur der Provinz Zambezia. Vom 17. Juli 1986 bis zum 16. Dezember 1994 war er Premierminister von Mosambik. In dieser Zeit entschied sich die ehemals marxistische FRELIMO für die Aufgabe des Einparteiensystems und ließ 1989 erstmals andere Parteien zur Wahl zu. Ab 1995 war Mário Machungo Chef der größten Bank des Landes, der Millennium bim (Banco Internacional de Moçambique).